# Baptiste Pierron
Baptiste Pierron (8 de agosto de 1993) es un deportista francés que compite en ciclismo de montaña en la disciplina de descenso. Ganó dos medallas en el Campeonato Europeo de Ciclismo de Montaña, en los años 2019 y 2023.

## Medallero internacional
| Campeonato Europeo | Campeonato Europeo             | Campeonato Europeo | Campeonato Europeo |
| Año                | Lugar                          | Medalla            | Competición        |
| ------------------ | ------------------------------ | ------------------ | ------------------ |
| 2019               | Pampilhosa da Serra (Portugal) | Medalla de oro     | Descenso           |
| 2023               | Les Menuires (Francia)         | Medalla de plata   | Descenso           |